# William Bradford (équitation)
Pour les articles homonymes, voir William Bradford (homonymie) et Bradford (homonymie).
William Brooks Bradford (né le 15 mars 1896 à Tallahassee, mort le 12 janvier 1965 à Rome) est un officier et cavalier de saut d'obstacles américain.

## Biographie
William Bradford est le fils de John Taylor Bradford (né en décembre 1860, mort le 3 juin 1900) et Ida Brooks Bradford (née le 30 avril 1863, morte en 1929).
Bradford est diplômé de l'Institut militaire de Virginie en 1916 et plus tard de l'École de cavalerie de Saumur.
Bradford participe aux Équitation aux Jeux olympiques d'été de 1932 à Los Angeles et est capitaine de l'équipe aux Jeux olympiques d'été de 1936 à Berlin. Ses meilleures performances sont une 4e place en 1932 en individuel et en 1936 par équipe.
Bradford est un officier militaire de carrière et devient major général au cours de sa carrière. Pendant la Seconde Guerre mondiale, il sert à l'arrière dans le Pacifique et après la guerre, il est commandant des forces américaines à Trieste, en Italie. Il prend sa retraite du service militaire en 1953.
Bradford meurt le 12 janvier 1965 à Rome, en Italie, à 68 ans des suites d'une longue maladie. Il est enterré au cimetière national d'Arlington, section 34, site 18-A.